# Vangueria burnettii
Vangueria burnettii är en måreväxtart som först beskrevs av James Robert Tennant, och fick sitt nu gällande namn av Henrik Lantz. Vangueria burnettii ingår i släktet Vangueria och familjen måreväxter. Inga underarter finns listade i Catalogue of Life.